# Barlanglakás-kiállítás
A Barlanglakás-kiállítás Budafokon (Budapest XXII. kerületében), a Veréb utcában található.
A Dunától induló domboldalakon, régebben Promontornak nevezett vidéken több évszázadon keresztül földbe vájt emberi lakóhelyek is voltak. 1966-ban az utolsó lakó elköltözése után a barlangokat betömték.

## Történetük
A barlanglakásoknak sajátos története van. Két nagyobb korszakra osztható fel:
- A kezdetektől az 1880-as évek végéig
- A 20. század elejétől a felszámolásig

### Az első korszak

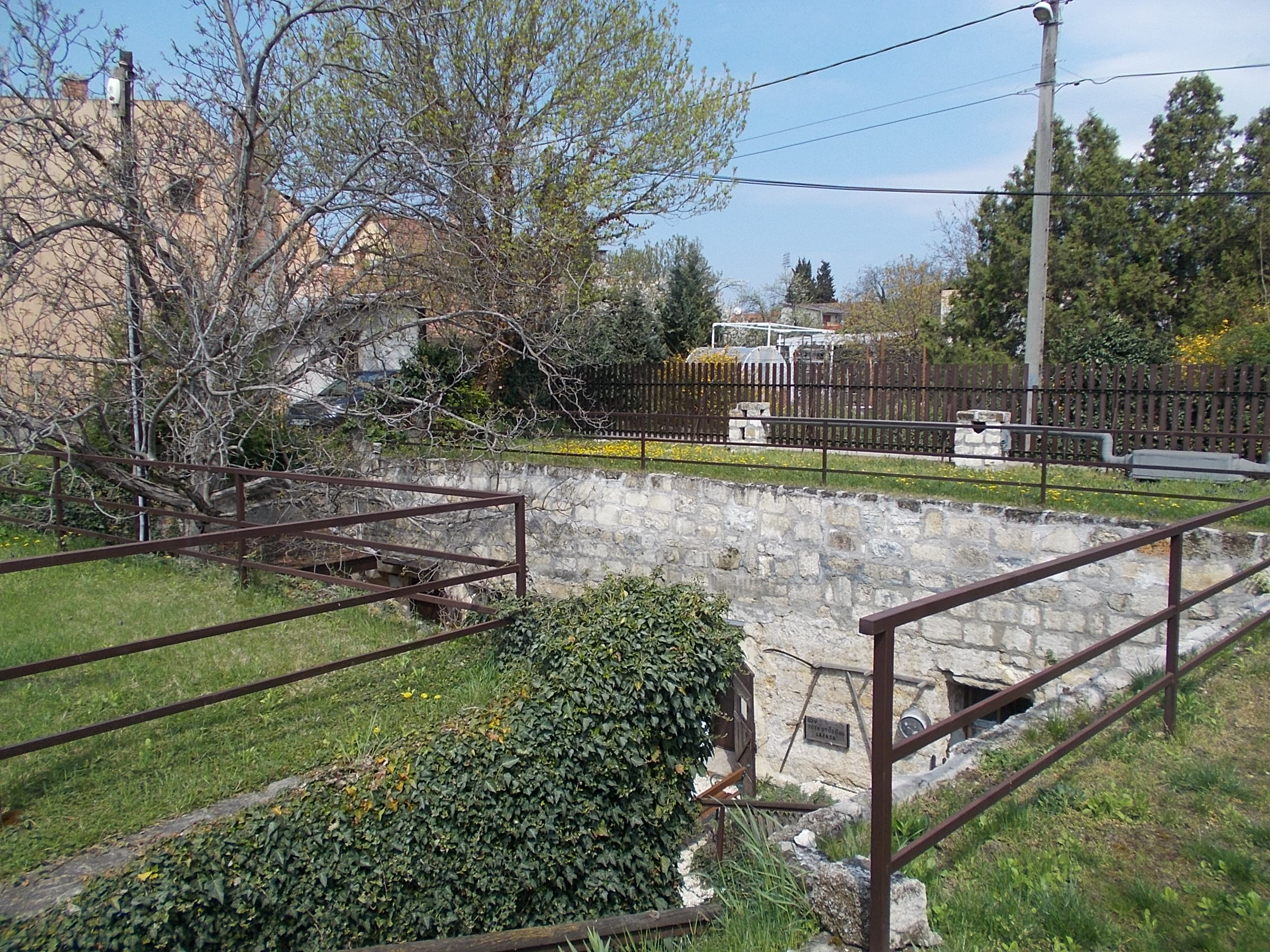
Barlanglakás-kiállítás

Pontos kezdetét nem ismerjük. E korai korszak jellemzője, hogy a hegyoldalban lévő nagy barlangokban „házakat” építettek. Ezeknek csak az oldalfalait húzták fel. Itt tetőre nem volt szükség. A barlangok két oldalához támasztott házak a középső tereket szabadon hagyták, így ezek utcasorokat alkottak.
József nádor emlékirataiból ismerjük, hogy ottjártakor 40 darab házat talált ott. Fél évszázaddal később már 120 darabot számláltak. 1838-ban Carl Vasquez rajzon is megörökített egy ilyen lakott barlangot. 1860-ban a Gellért-hegy oldalában is találtak egy ilyen házat. (Egy kötélverő családja lakott benne.) Budafokon az ilyen lakások a hegyomlások miatt fokozatosan megszűntek. Ezzel az első periódus lezárult.
Egy 1867-es, Promontorról szóló beszámoló szerint: "A termés 2/3-da vörös, 1/3-da fehér bor, melynek jóságát kedvező pinczéi a hegyoldalban nemcsak megőrzik, hanem növelik is. E pinczék némelyike mind a borházak, mind a szőlőbeli lakok kényelmét tartalmazzák, ellátva színekkel (félszerekkel) és istállókkal is. A falu alsó részén egy egész sziklautcza látható, pinczékből és barlang-lakokból. A szorgalmas lakosság tevékenyen úzi a kőfejtést is, mely a fővárosi építésekhez sok homokkövet szolgáltat." A mellékelt illusztráción pedig láthatóak is a "Promontori barlanglakások" (Lüders rajza).

### A második korszak
A 19. század második felében a kapitalista fejlődés felgyorsulása során, addig ismeretlen méretekben épült, gyarapodott a város. Új városrészek születtek. A fővárosi építkezések során a budafoki hegyoldal kőanyagát is bányászni kezdték. Az 1870-es évektől egyre gyakrabban tudósítanak az egykori dokumentumok (újságok), a négyzetesen kivájt gödrökről, melyben ajtók és ablakok kaptak helyet. Először saját használatra, a későbbiekben eladásra is készültek.
| #  | Évszám | A barlanglakások becsült száma | Tényleges darabszámuk |
| -- | ------ | ------------------------------ | --------------------- |
| 1. | 1790   | 40                             | *                     |
| 2. | 1830   | 120                            | 800                   |
| 3. | 1870   | 260                            | 1560                  |
| 3. | 1910   | 329                            | 2698                  |
| 4. | 1930   | 500                            | *                     |
| 5. | 1947   | 412                            | 1381                  |

* nincs adat
Ekkortájt jelent meg a Veréb utcában a bemutatott barlanglakás, illetve barlanggóc. Az utóbbi elnevezést akkor használták, ha egy-egy telken egy udvarból több lakás is létesült. A kapitalizálódás következtében a gyorsan fejlődő fővárosban a lakott barlangok száma gyorsan szaporodott. A 20. század fordulóján a környék szomorú nevezetességeihez tartozott és külföldön is nyilvántartották. A főváros természeti szépségei, pompás épületei árnyékában nemcsak Budafokon, de a város több pontján (például a Mária Valéria-telepen) sok-sok ezren barlanglakásokban, nyomornegyedekben éltek.
Fővárosi nyomornegyedek a 20. században a főváros területén több helyen léteztek.
- kőbányai barlanglakások
- Mária Valéria-telep
- ferencvárosi kiserdő
- Váci úti nyomorlakások

Budafokon a Veréb utcában lévő kiállítás az utókor számára tanulságul és tanúbizonyságként megőrizte meg özv. Tóth Győzőné lakását. A kiállítást a Budapesti Történeti Múzeum rendezte és irányította annak rekonstrukciós munkáit.

## Művészi ábrázolásuk
- Barlanglakások Budafokon

színes magyar riportfilm, 14 perc, 1993
rendező: Vörös T. Balázs, zene: Kerezsi Csongor

## Külső hivatkozások
- http://www.vendegvaro.hu/gen?genid=14533%5B%5D
- http://www.greenfo.hu/sajtoszoba/sajtofotok_item.php?id=88 Archiválva 2016. március 5-i dátummal a Wayback Machine-ben
- https://web.archive.org/web/20070814204802/http://merengo.hu/galeria/?id=364
- http://muemlekem.hu/muemlek?id=12075
- https://web.archive.org/web/20080731143532/http://www.kirandulastervezo.hu/Main.php?do=detailViewAction&id=255